# Oliver Heilmeyer
Oliver Heilmeyer (* 6. Juni 1964 in Zürich) ist ein Schweizer Koch. 

## Werdegang
Nach der Ausbildung im Hotel Sonnenhof in Königstein im Taunus und einigen folgenden Stationen in der gehobenen Gastronomie machte sich  Heilmeyer 1991 mit der Pacht des Restaurants Kurhaus Restaurant Schwarzwaldstube in Schluchsee selbständig. Weitere Stationen waren 1986 der Frankfurter Hof in Frankfurt am Main, 1989 ging er zum Nassauer Hof zu  Harald Schmitt in Wiesbaden und 1990 zur Alte Oper Zauberflöte, ebenfalls in Frankfurt. 
Seit 1991 ist er Küchenmeister und hat 1997 die gastronomische Leitung im Hotel Zur Bleiche in Burg (Spreewald), wo das Restaurant 17fuffzig ab 2007 mit einem Michelinstern und ausgezeichnet wurde. Im Oktober 2016 verließ Heilmeyer das Hotel Zur Bleiche.
Ab  2018 kochte er im Hotel Vier Jahreszeiten in Schluchsee.

## Auszeichnungen
- 2003, 2004: Brandenburger Meisterkoch, Partner für Berlin
- 2004: Aufsteiger des Jahres, Gault Millau
- 2007: Ein Michelinstern für das Restaurant 17fuffzig in Burg (Spreewald)[1]